# Хъбей
Хъбей (китайски: 河北; пинин: Hébĕi) е провинция на Китайската народна република, намираща се в североизточната ѝ част. Нейното име буквално означава „На север от (Жълтата) река“. Старото ѝ име до 1928 година е Джъли (Zhili) – „Пряко подчинена“ (на Императорския двор). Преименуването ѝ тогава е свързано с преместването на столицата от Пекин в Нанкин от правителството на Гоминдана.
Хъбей заобикаля изцяло агломерациите на Пекин и Тиендзин. На североизток тя граничи с провинция Ляонин, на север – с Вътрешна Монголия, на запад – с Шанси, на юг – с Хънан, а на югоизток – с Шандун. Малка част от нея е вклинена между Пекин и Тяндзин. На изток Хъбей има излаз на Жълто море чрез Бохайския залив.

## История
Равнините на Хъбей са домът на Пекинския човек – група от представители на Хомо еректус, населявали региона преди между 200 000 и 700 000 години.
По време на Периода на воюващите царства (403 пр. Хр. – 221 пр. Хр.) Хъбей е владяна от царствата Ян – на север – и Джао – на юг, преди и двете да бъдат подчинени на Цинската династия. При династията Хан (206 пр. Хр. – 220) районът е разделен на две провинции, Йоуджоу на север и Дзиджоу на юг. След края на Хан по-голямата част от Хъбей попада под контрола на тираните Гунсун Дзан и Юан Шао, съответно на север и на юг. Юан Шао надделява над Гунсун Дзан, но впоследствие бива победен от Цао Цао в битката при Гуанду през 200 година. По-късно Хъбей става част от царството Уей, едно от Трите царства, основано от наследници на Цао Цао.
След нашествието на северните номадски племена и края на Западната Дзинска династия, идва периодът на Шестнадесетте царства и Северните и Южните династии, като през този период Хъбей става арена на множество битки. Това продължава до следващото съединение на Китай през династията Суй през 589.
При династията Тан (698–907) районът за първи път бива назоваван Хъбей. През периода на Петте династии и десетте царства в Хъбей се намират владенията на бунтовника Ли Цуънсу, който в крайна сметка успява да отхвърли Късната Лянска династия (907–923) и полага основите на Късната Танска династия (923 – 936). При следващата династия – Късната Дзинска – голяма част от днешния Северен Хъбей е даден на северната династия Китан Ляо. Тази територия, наречена Шестнадесетте префектури на Янюн, се превръща в сериозен проблем за отбраната на Китай срещу Китанците през следващия век, тъй като се намира от вътрешната страна на Великата китайска стена.
При Северната династия Сун (960–1127) – шестнадесетте отделени префектури продължават да бъдат обект на усилена борба между китайските владетели и династията Ляо. Дошлата впоследствие Южна династия Сун оставя целия Северен Китай на Дзинската династия през 1127, включително и Хъбей.
При монголската династия Юан Китай е разделен на провинции, но Хъбей не получава такъв статут. При династия Мин Хъбей става известен като Бейджъли – „Северната пряко подчинена“ – понеже територията му включва и е пряко подчинена на столицата на империята, Пекин. Включването на понятието „северна“ е свързано с противопоставянето на подобната южна територия, покриваща днешните земи на провинции Дзянсу и Анхуей. Последната, след идването на власт на манджурската Цинска династия (1644), престава да съществува като пряко подчинена, затова името на Хъбей остава само Джъли (пряко подчинена).
Цинската династия е заменена през 1912 от Република Китай. В продължение няколко години в Китай бушува гражданска война и заради близостта си с Пекин Хъбей отново става поле на тежки сражения. Сред войните, водени там, са Джъванската война Първата и Втората Джъфънски войни. С успеха на Северния марш, воден от Гоминдана, столицата е преместена от Пекин в Нанкин. Това довежда до промяна на името от Джъли на Хъбей, в отражение на обстоятелството, че територията вече има статут на обикновена провинция.
Основаването на Китайската народна република води до няколко промени: районите около Чъндъ (по-рано част от провинция Жъхъ) и около Джандзякоу (по-рано част от провинция Чахар, влизаща в територията на Вътрешна Монголия) се сливат в провинция Хъбей, с което нейните граници преминават отвъд Великата стена. Столицата на провинцията е преместена от Баодин в новия град Шъдзяджуан и за кратко в Тиендзин.
На 28 юли 1976 град Таншан, намиращ се в източната част на Хъбей, е ударен от силно земетресение. Таншанското земетресение остава в историята като най-смъртоносното в историята на 20 век, като броят на причинените от него жертви надхвърля 240 хиляди. През следващото десетилетие то е последвано от серия от нови по-слаби трусове.
През 2005 китайски археолози откриват селище, което се определя като китайския еквивалент на италианския Помпей. То се намира край село Льоумънчуън в окръга Цан в централната част на провинцията и представлява унищожено от земетресение преди 700 години населено място. Друго обяснение, което се предлага, е че краят на селището е резултат от някое от множеството наводнения, сполетели района през същия период. Разкопките показват, че става дума за процъфтяващ търговски център от времето на династията Сун.

## География
По-голямата част от Хъбей се намира в Севернокитайската равнина. По границите на провинцията са разположени планините Ян Шан – на север – и Тайхан Шан – на изток. Най-високата точка е връх Сяоутай, намиращ се на 2882 метра надморска височина. На изток провинцията граничи с Бохайско море. Долината на реката Хайхъ покрива по-голямата част от централните и южни части на провинцията, а тази на Луанхъ – на североизточните.
Хъбей има континентален мусонен климат. Средното годишно количество на валежите е между 400 и 800 мм, като най-силни са дъждовете през лятото. През пролетта се наблюдават пясъчни бури.

## Главни градове
- Шъдзяджуан (столица)
- Баодин
- Таншан
- Цинхуандао
- Хандан
- Джандзякоу

## Икономика
Основните земеделски култури, отглеждани в Хъбей, са памукът и зърнените култури, сред които пшеница, царевица, просо и сорго. В Хъбей се отглежда значителна част от памука, произвеждан в цялата страна. Други важни за региона култури са фъстъци, соя и сусам.
На територията на Хъбей има големи залежи от въглища и желязо.
Най-развитите отрасли в индустриалния сектор са текстилният, производството на въглища, желязо и стомана, химическата и петролната индустрия, производството на керамика и хранително-вкусовата промишленост.

## Население
Населението се състои главно от хански китайци, заедно с представители на малцинствата монголци, манджури, корейци и хуейци.
В по-голямата част от провинцията са разпространени диалектите на мандаринския китайски, с изключение на западните погранични райони, където доминират диалектите на дзин-ю.

## Транспорт
През територията на провинция Хъбей преминава по-голям брой национални магистрали отколкото през която и да е друга китайска провинция. Тяхната обща дължина възлиза на над 40 хиляди километра. Хъбей е и провинцията с най-добро покритие на железопътната мрежа. През нея преминават жп линии за Гуанджоу, Харбин, Баотоу, Нанкин, Шанхай, Дзюдзян, Дзинан и др. Двата главни транспортни възела са Шъдзяджуан и Шанхайгуан. Цинхуандао е едно от най-натоварените пристанища в Северен Китай. Шъдзяджуан е и център на въздушния транспорт.

## Туризъм
Източният край на Великата китайска стена, построена през Минската династия, се намира на брега при Шанхайгуан, близо до Цинхуандао. Стената пресича северната част на провинцията. Наблизо се намира известният плажен курорт Бейдайхъ.
Планинският курорт Чендъ и намиращите се около него паметници са включени в списъка на паметниците на световното наследство. Известен е и дворецът Жъхъ – лятна резиденция на императорите от династията Цин.
В Хъбей се намират още и гробниците на императорите от Цин в Дзунхуа (Източните Цински гробници) и Исян (Западните Цински гробници) – също паметници на световното културно наследство
Друга забележителност е мостът Андзи, датиращ от времето на Сунската династия, който е най-старият сводов мост в Китай и един от най-важните образци на китайската средновековна архитектура.
В Баодин, старата столица на провинцията, се намира историческата Резиденция на управителя на Джъли.
Отстоящото на 90 км от Шъдзанджуан село Сибайпо е мястото, където са били разположени щабовете на ЦК на Китайската комунистическа партия и на Армията на освобождението от времето на решаващите дни на гражданската война между 26 май 1948 и 23 март 1949, преди те да бъдат преместени в Пекин. Днес на това място е издигнат паметник.